# موش طلایی
موش طلایی (نام علمی: Ochrotomys nuttalli) نام یک گونه از زیرخانواده جنگلی‌موشیان است.

## زیستگاه
موش طلایی در ایالت‌های جنوب شرقی ایالات متحده آمریکا زندگی و تولید مثل می‌کند که شامل جنوب شرقی میسوری تا ویرجینیای غربی و ویرجینیای جنوبی، شرق تگزاس، سواحل خلیج و مرکز فلوریدا می‌شود.

## رژیم غذایی
موش های طلایی دانه خوار هستند و بیشتر تغذیه آن ها از دانه هاست. آنها اغلب در میان درختان جوانه ها، توت ها، دانه ها، میوه ها، برگ ها و برخی حشرات را جستجو می کنند. آنها همچنین از انواع توت های گیاهانی مانند انگور، شاه توت و گیلاس وحشی استفاده می کنند.

## تولید مثل
موش های طلایی تقریبا در تمام طول سال تولید مثل می کنند. با این حال، فصل تولید مثل از نظر جغرافیایی متفاوت است. موش های طلایی در اسارت بیشتر در اوایل بهار و اواخر تابستان تولید مثل می کنند. از آنجایی که دوره بارداری فقط حدود ۲۵ تا ۳۰ روز است، ماده ها می توانند در یک سال نوزادهای زیادی تولید کنند. بسترها در پاییز بزرگتر از بهار هستند. موش های در اسارت زندگی می کنند دیده شده اند که تا ۱۷ نوزاد در یک دوره ۱۸ ماهه تولید می کنند. یک بستر موش طلایی معمولاً از دو یا سه جوان تشکیل شده است، اما می تواند بین یک تا چهار باشد. به غیر از مادر، همه بزرگسالان دیگر لانه را با تولد بستر ترک می کنند. موش های طلایی تازه متولد شده سرعت رشد و نمو سریعی دارند و می توانند تا سه هفتگی مستقل شوند، و بلوغ جنسی را در عرض چند هفته به دنبال دارند. 